# Piening Propeller
Piening Propeller, offiziell Otto Piening Schiffspropeller und Wellenanlagen GmbH ist ein deutsches Maschinenbau-Unternehmen.

## Geschichte

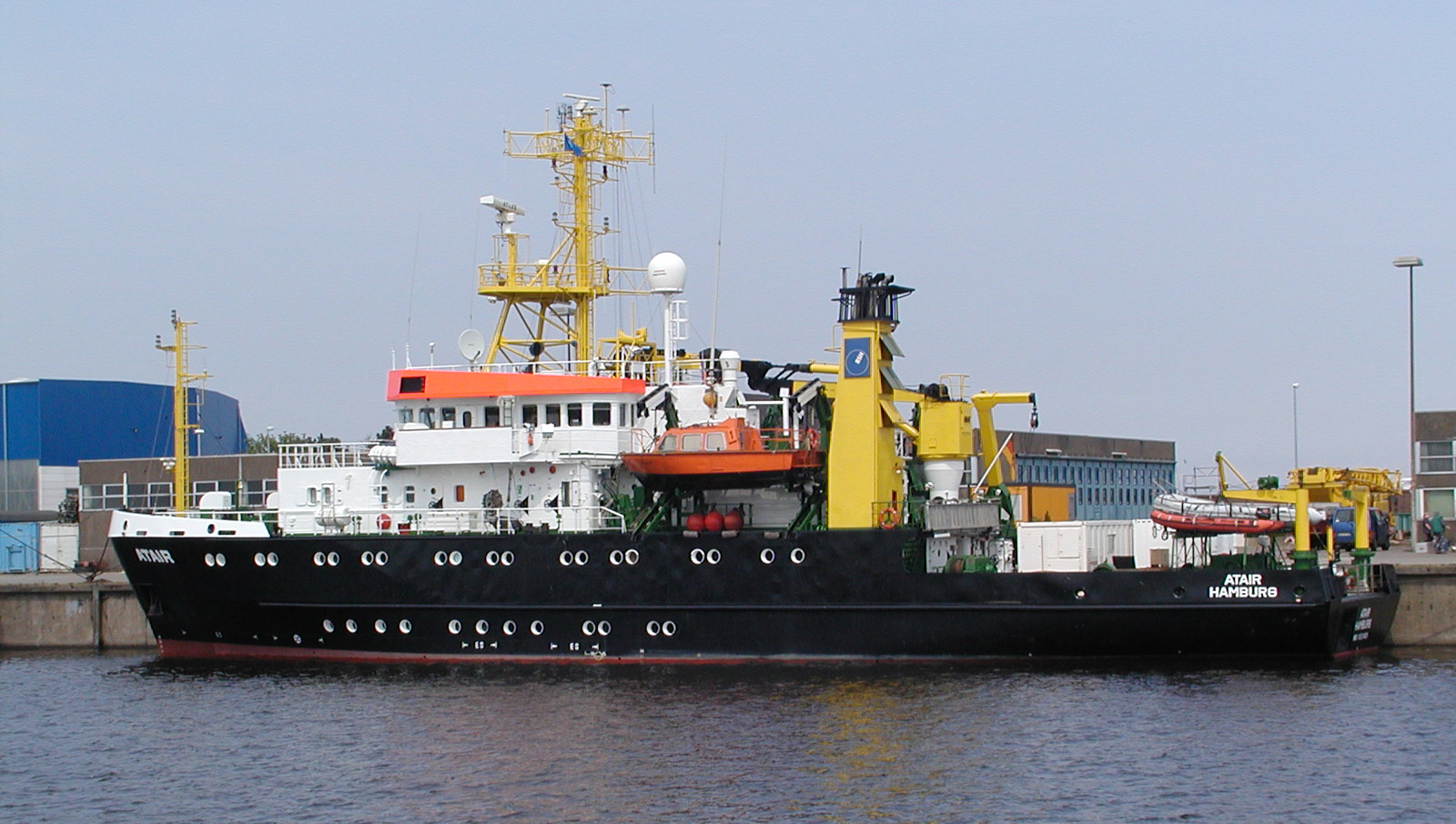
Das Vermessungs-, Wracksuch- und Forschungsschiff Atair

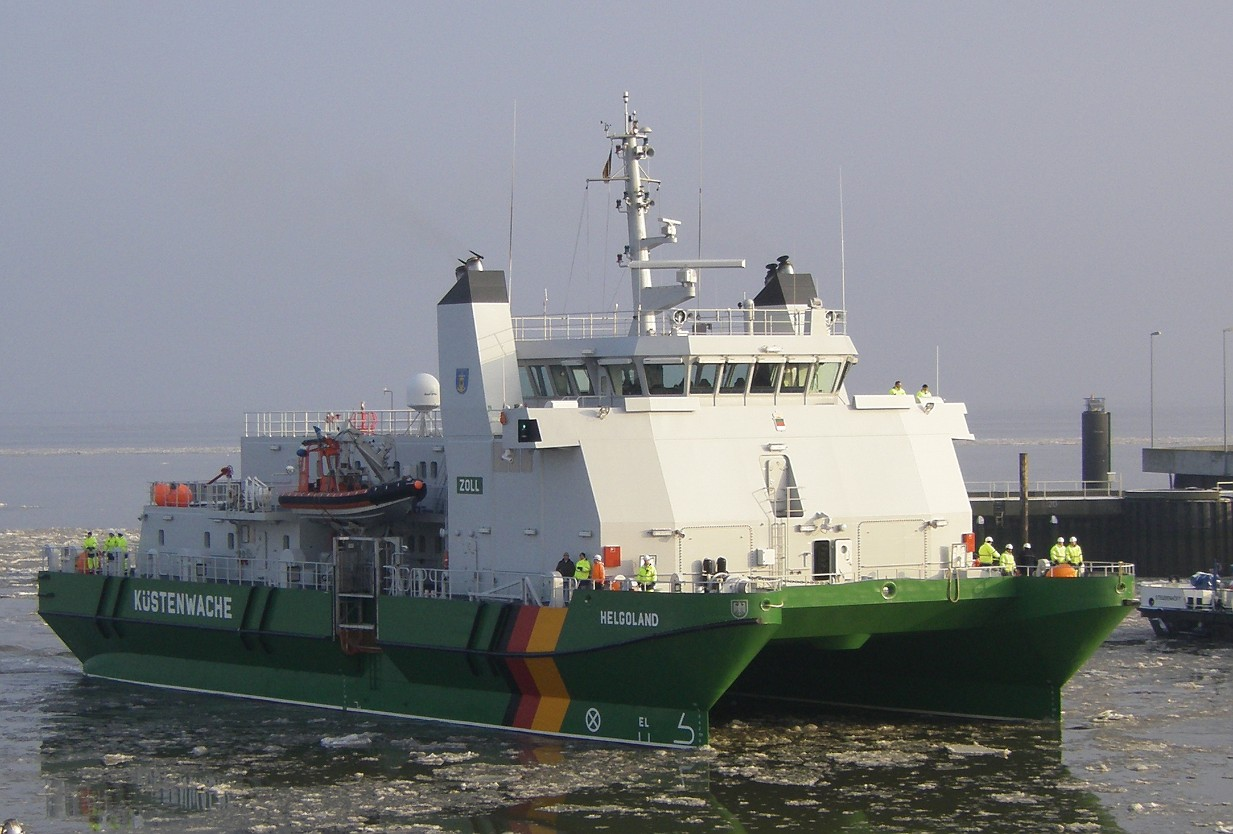
Der Zollkreuzer Helgoland wurde mit einem Piening-Propeller ausgestattet, hier beim Einlaufen in den Hafen von Cuxhaven

1928 gründete Otto Piening eine Schlossereiwerkstatt für Motorräder, aus der sich die heutige Firma entwickelte.
Nach der Reparatur eines Propellers für ein Fischereiboot erkannte Otto Piening das Potential dieses Schiffsantriebes und etablierte seine Werkstatt schrittweise zu einer gefragten Manufaktur für Schiffspropeller, die in Fischereibooten, Küstenmotorschiffen und anspruchsvollen großen Motorbooten eingebaut wurden. Die Propeller wurden in Neumünster gegossen, in Elmshorn gedreht und in Glückstadt geschliffen und endbearbeitet.
1952 wurde in Glückstadt eine eigene Gießerei eingerichtet, um die Propeller in eigener Werkstatt formen und gießen zu können. Damit erhöhte sich die Fertigungstiefe und die Unabhängigkeit von anderen Betrieben. Ab den 1970er Jahren ergaben sich aus dem Rückgang der deutschen Fischerei und der Schließung vieler kleinen Werften eine wachsende Hinwendung zu ausländischen Kunden, wodurch der Exportanteil anstieg. Aus der reinen Propellerfertigung entwickelte sich im Laufe der Zeit die Herstellung von kompletten Antriebssystemen.

## Fertigungsspektrum
Ende 2009 beschäftigte das Unternehmen 67 Mitarbeiter und deckt heute mit seinen Propelleranlagen eine anspruchsvolle Nische im maritimen Zulieferbereich ab. Diese Nische wird besonders von den Mega-Yachten, Marineschiffen und den Schiffen der Lotsen und Küstenwachen gebildet. Außer den Propellern und Propellerwellen gehören zum Fertigungsspektrum der Firma auch Stevenrohre, Laufbuchsen, Dichtungen, Wellenböcke und Ruderschäfte mit Kokerrohren.
Die Qualität von Piening Propeller wurde von der Zertifizierungsgesellschaft Germanischer Lloyd Certification für den Bereich Entwicklung, Herstellung und Vertrieb von Propellern und Wellenanlagen sowie für Reparatur und Service von Antriebsanlagen gemäß ISO 9001:2000 bescheinigt.
Auf vielen Fischereischiffen, Yachten, Schnellbooten, Behördenschiffen und Spezialschiffen kamen Propeller und komplette Antriebssysteme von der Fa. Piening zum Einsatz.